# Patrioci (rewolucja amerykańska)
Patrioci (zwani także wigami) – obok lojalistów jedna z dwóch dominujących opcji politycznych w okresie narastającego napięcia pomiędzy koloniami brytyjskimi w Ameryce Północnej a Wielką Brytanią w okresie poprzedzającym rewolucję amerykańską jak i w czasie wojny o niepodległość Stanów Zjednoczonych.
Patrioci byli zwolennikami oddzielenia się amerykańskich kolonii od imperium brytyjskiego.
Czołowymi działaczami stronnictwa Patriotów byli Thomas Jefferson, Alexander Hamilton, Thomas Paine. Wielu z czołowych działaczy Patriotów zostało uznanych za założycieli Stanów Zjednoczonych.

## Ważniejsi członkowie stronnictwa

### Politycy
- John Adams
- John Dickinson
- Benjamin Franklin
- John Hancock
- Patrick Henry
- Thomas Jefferson
- James Madison

### Publicyści
- Samuel Adams
- Alexander Hamilton
- William Molineux
- Thomas Paine
- Paul Revere

### Oficerowie
- Nathanael Greene
- Nathan Hale
- Francis Marion
- James Mitchell Varnum
- Joseph Bradley Varnum
- George Washington